# 門茂男
門 茂男（かど しげお、1924年 - 1998年）は、日本のプロレス評論家。

## 人物・経歴
福井市（当時・福井県大野郡上味見村）に生まれる。
1943年、東京府豊島師範学校（現・東京学芸大学）卒業。学生時代は柔道で鳴らした。前橋陸軍予備士官学校入学。1947年、東京高等体育学校（現・筑波大学体育専門学群）卒業。
1947年、書籍出版社「万里閣」に入社、編集者となる。別の書籍出版社「玄理社」編集長。この時期に会社勤めの傍らフリーのライターとしての仕事も多くこなしていた。
1950年、百貨店「上野松坂屋」入社（宣伝部）。
1953年、「内外タイムス」に新聞記者として入社。社会部に配属（当時同社には運動部は存在しなかった）。入社するまで同紙がどういう新聞だか知らなかった。
1954年、日本ヘビー級選手権試合・力道山対木村政彦戦（於：12月22日・蔵前国技館）の取材過程で、力道山の信頼を獲得する。
- 事前に両者間で交わされた八百長合意文書をつきとめ、この試合が八百長として仕組まれたことを、内外タイムス紙上で暴露した。但し、実際の試合は力道が試合中途で一方的に約束を破り（八百長から突然シュートに転じた）、八百長のつもりで臨んだ木村を完膚なきまでに葬った。
- 後述の暴露本に記された力道山の言によれば「木村は念書（文書）の入った封筒を、まともに（直接力道山に）渡してきた」「念書（文書）を受け取りはしたが、内容にまで合意した覚えはない」「リング上の木村の息は熟柿どころか腐った柿の匂いがした（酒気帯び状態？で試合に出ていた）」「（試合中に木村は）わしの耳元で『イーブンにしよう』と何度も囁きおったが、わしはそういうのは嫌いなので『ノー』と返してやった」とのことである。また同じ暴露本では、木村がそこまでして力道山と闘いたがった理由を「病弱だった愛妻の療養費を稼ぎたかったため」としている。この一件に関して、後年のプロレスマスコミは検証を事実上放棄しており、暴露本がいくつも世に出ている現在に至っても、その状況は変わらない。
- その後、内外タイムスの社会部にて、警視庁担当キャップ・都庁担当キャップまで昇進。
- 当時、井上博（後述）も同社に在籍し、別の部（特集部）で記者を務めていた。

1962年、前述の井上博と電車の中で偶然に出会う。井上はライバル紙の「東京スポーツ」に転職しており、その時は常務だった（のち同社社長に就任）。井上に東スポへの転職を誘われる。当時の内外タイムスでも、スポーツ専門紙創刊の機運が高まっていたが、プロ野球をメインに扱うべきという派閥の勢力が強く、自身を始めとするプロレスをメインに推していた立場は徐々に肩身が狭くなっていったという。
同1962年、「東京スポーツ新聞社」に転職。同社第二運動部長に昇進（第一運動部は野球、第二運動部はプロレス）。力道山死後の1964年3月に退社。1964年から65年までフリーライター。
1965年、「日本プロレスリングコミッション」事務局次長（当時のコミッショナーは川島正次郎。上司にあたる事務局長は、柔道の工藤雷介）。その後日本プロレスリングコミッション事務局長に昇格。更にコミッショナー代行も務め、川島正次郎、椎名悦三郎ら歴代のコミッショナーを支えた。また、同社のプロモーター（興行主）たちを組織した「プロモーター協議会」も設立され、その事務局長も務めた。同コミッションは当時は日本プロレス一社だけを認可しており、1972年4月の日本プロレス崩壊とともにコミッションは認可団体がない状態となった。日本プロレスのレスラーや王座はジャイアント馬場の全日本プロレスに引き取られたが、日本プロレスリングコミッションは日本プロレスとともに機能停止・消滅した。
1972年6月、「ジャパン・プロレスリング・ユニオン」を設立、専務理事兼事務局長。
ジャイアント馬場・アントニオ猪木らプロレス界の暗部を告発する数々の暴露本を執筆して、彼独特の筆致とともに話題となった。「レスリングマガジン」なる小冊子も主宰。

## 著書
- 『門茂男のザ・プロレス365』
  - 全8巻
- 『門茂男のザ・プロレス①』
  - 力道山の真実 (角川文庫)
- 『門茂男のザ・プロレス②』
  - 馬場・猪木の真実 (角川文庫)
- 『門茂男のザ・プロレス③』
  - 群狼たちの真実 (角川文庫)
- 『門茂男のザ・プロレス365』
  - 無敵の男の敵

## ジャパン・プロレスリング・ユニオン
日本プロレスの崩壊に伴い扱うべき商品がなくなった、同社の興行を主催していた地方の興行主が、新設のプロレス団体の興行を買う窓口として作られたと標榜する組織。
当時は実際に、「プロモーター協議会」（前述）のなかでも、オポジションと言えた国際プロレスや女子プロレスに流れる者もおり、こうした事態を予測して、門が草案を作った（門の著書に曰く“産婆役”）という。
門のほかプロモーターらにより結成され、吉村道明・沖識名らが顧問。会費50万円で、全日本プロレス・新日本プロレスの地方興行を打つ権利を買うことができるというのが主な目的。　集めた会費を元手にユニオンが両団体の興行を買い、その興行収益で得た収入をユニオンは一旦プールしたうえで、しかるべき時に会員に配当する、といったシステムになっていた。
門の著書によれば、当初は新興団体であった全日本・新日本とも、資金が充分でなかったことから、ユニオンの趣旨には非公式ながらも賛同してくれたというが、時が経つにつれ、両団体とも「うちの団体だけやってほしい、あっちの団体はやめてほしい」と言い始めるなど、互いの団体の思惑やエゴに翻弄されるようになった、という。
ただ一方で、会費の取り方には問題があり、入門したての新弟子の実家に予告無く50万円の請求書を送りつけたこともあったようである。これを著書で暴露したミスター・ポーゴに言わせると、選手や関係者を食い物にしたという評価となる。
ユニオンの顧問だった沖識名の引退興行を、ユニオンが主催して全日本プロレスのリングを借りる形で、1973年10月7日に蔵前国技館で開催しようとしたが、前述の井上博・東京スポーツ紙社長から妨害を受けたため、やむなく全日本プロレス主催興行とせざるを得なかった（会場は同じ蔵前国技館だが、開催日は同年10月9日となった）。